# مرسدس موران
مرسدس موران (اسپانیایی: Mercedes Morán‎؛ زادهٔ ۲۱ سپتامبر ۱۹۵۵) بازیگر اهل آرژانتین است.
از فیلم‌ها یا برنامه‌های تلویزیونی که وی در آن نقش داشته است، می‌توان به دانش‌آموختگان، دختر مقدس، عشق و سایه‌ها، المپیا، زنان قاتل و نرودا اشاره کرد.